# بابلو هاسل
بابلو ريفادولا دورو (مواليد 1988)، المعروف فنيًا باسم بابلو هاسل، هو مغني راب قطلاني/إسباني. وقد أدين بتهمة الإشادة بالجماعات المحظورة  وإهانة النظام الملكي،  مما أثار نقاشًا حول حرية التعبير في إسبانيا.

## إعتقاله
ألقت الشرطة الكتالونية القبض صباح اليوم الثلاثاء 17 فبراير 2021 على مغني «الراب» بابلو هاسل بمقر جامعة ليريدا (University of Lleida)، حيث اعتصم هذا المطرب المثير للجدل لتجنب اعتقاله ودخوله إلى السجن، فانتقل رجال الشرطة فجر يوم 17 فبراير إلى هناك لمحاصرة الموقع وتنفيذ الاعتقال.
وكانت المحكمة الوطنية الإسبانية، المختصة بالنظر في قضايا الإرهاب والجريمة المنظمة، أمرت يوم 28 يناير/كانون الثاني 2021 بإيداع هاسل السجن بتهمة تمجيد الإرهاب والسب والقذف ضد النظام الملكي وقوات الأمن التابعة للدولة، وذلك بسبب الكلمات والتعبيرات الواردة في عدد من تغريداته وكلمات أغانيه. وهذا الاعتقال تسبب في موجات احتجاج عارمة في برشلونة.